# Andrzej Żabicki
Andrzej Żabicki herbu Prawdzic – podsędek buski w latach 1553–1566, poseł bełski na sejm warszawski 1563/1564 roku. 